# Bart se nevzdává
Bart se nevzdává (v anglickém originále Wild Barts Can't Be Broken) je 11. díl 10. řady (celkem 214.) amerického animovaného seriálu Simpsonovi. Scénář napsal Larry Doyle a díl režíroval Mark Ervin. V USA měl premiéru dne 17. ledna 1999 na stanici Fox Broadcasting Company a v Česku byl poprvé vysílán 9. ledna 2001 na stanici ČT1.

## Děj
Simpsonovi na springfieldském stadionu sledují baseballový zápas Springfield Isotopes. Po prvním nadhozu je Homer zklamaný ze špatného výkonu Isotopů a jde čekat do auta. Hra se rozjíždí a Isotopes a soupeřův tým se dostávají do nerozhodného stavu. O 6 měsíců později vstoupí do Vočkova baru a Lenny a Carl mu oznámí, že Isotopes jsou v play-off a hrají dobře. Homer rychle naskočí do vozu Isotopes na jejich cestě za vítězstvím. Na oslavu se Homer, Lenny, Carl a Barney vydají na opilecké řádění a nakonec zdemolují Springfieldskou základní školu. 
Druhý den ráno Homer objeví své nyní značně poškozené auto a zapomene, že za to všechno ve skutečnosti může on a jeho přátelé. Šéf Wiggum slepě dojde k závěru, že vandalismus ve škole mají na svědomí Bart, Líza a jejich přátelé, což jsou všechno děti, a okamžitě zavede zákaz vycházení pro všechny springfieldské děti, který jim zakazuje pohybovat se po setmění v místních ulicích. Každému springfieldskému dítěti však vadí, že nesmí po západu slunce ven. Děti se brzy spojí, aby porušily zákaz vycházení a mohly se podívat na horor z 50. let, na který viděly reklamu v televizi a který se jmenuje Krvavé zúčtování. Promítání je uprostřed filmu náhle zastaveno náčelníkem Wiggumem. Za trest za porušení zákazu vycházení musí děti uklidit policejní billboard s náčelníkem Wiggumem. 
Aby si děti vyrovnaly účty s rodiči a ostatními dospělými, založí noční rozhlasovou show s názvem Známe všechna vaše tajemství, ve které odhalují tajemství dospělých po celém Springfieldu, podobně jako děti ve filmu. Na billboardu je vystopuje profesor Frink, což vyústí v mohutnou konfrontaci v písničkové podobě mezi dětmi a dospělými ze Springfieldu. To však následně vzbudí hněv dědy Simpsona a dalších seniorů, kteří se snaží trochu vyspat. Aby si s oběma skupinami vyrovnali účty, přijmou opatření a odhlasují zbrusu nový zákaz vycházení, který všechny mladší 70 let pošle před západem slunce do jejich vlastních domovů. Je schválen o jediný hlas, a to kvůli tomu, že Homer odmítne hlasovat, čímž poníží Marge.

## Produkce
Mike Scully chtěl natočit epizodu, ve které by děti ze Springfieldu podléhaly zákazu vycházení. Přišel s nápadem natočit epizodu ve stylu děti vs. dospělí, kde by děti byly obviněny z něčeho, co provedli dospělí. Jméno baseballového hlasatele Denise Conroye bylo použito proto, že se tak jmenuje strýc scenáristy Larryho Doyla. Dan Castellaneta jakožto Homer zpívá „Hitler je blbec, Mussolini…“ Do epizody byla scéna přidána pouze za účelem vyplnění času. Billboardový skeč náčelníka Wigguma byl inspirován tím, že Beaver Cleaver uvízl v billboardu s polévkovou mísou během epizody In the Soup seriálu Leave It to Beaver. Hudbu, která hraje, když děti tajně opouštějí své domy, aby se podívaly na film, napsal skladatel Alf Clausen.

## Kulturní odkazy
Anglický název epizody je odkazem na film Wild Hearts Can't Be Broken. Film Krvavé zúčtování je parodií na film Village of the Damned z roku 1960. Část ukazující děti, které si berou vybavení na stavbu rádiového vysílače, je rekonstrukcí úryvku z krátkých komediálních filmů Our Gang s podobnou hudbou a psem, přičemž Milhouse je oblečen jako postava z Our Gang Alfalfa.
Recenzi na film Talk to the Hand, kterou Marge čte – „Písmo praská, lomcuje a praská“ –, je odkazem na hodnocení magazínu Variety, jenž takto zrecenzoval sitcom Třeba mě sežer při jeho prvním vysílání v roce 1997. Dějiště seriálu Don't Go There se podobá Central Perku ze seriálu Přátelé. Hudební hádka mezi dětmi, dospělými a seniory je parodií na píseň „Kids“ z muzikálu Bye Bye Birdie.
Když Líza přepíná kanály rádia, je slyšet neslavný projev prezidenta Franklina D. Roosevelta. Ve sprchách Springfieldské základní školy Homer, Barney, Lenny a Carl zpívají směs písní skupiny Queen, která se skládá z písní „We Are the Champions" a „We Will Rock You“. Když Cyndi Lauper zpívá „The Star-Spangled Banner“, je to na melodii jejího hitu „Girls Just Want to Have Fun“.

## Přijetí
Díl se umístil na 40. místě v týdenní sledovanosti v týdnu od 11. do 17. ledna 1999 s ratingem 8,9 podle Nielsena.
Epizoda se setkala s převážně pozitivními recenzemi. 
James Plath z Dvdtown.com ve své recenzi 10. série Simpsonových poznamenal, že díl Bart se nevzdává je „docela slušný“.
Peter Brown z časopisu If považuje díly Školní večírek, Marge – královna silnic, Bart se nevzdává a Homer Simpson a ledvina za „jedny z nejlepších epizod řady“.
Autoři knihy I Can't Believe It's a Bigger and Better Updated Unofficial Simpsons Guide, Warren Martyn a Adrian Wood, napsali, že díl je „zvláštní, nezapamatovatelnou epizodou s dobrým kusem uprostřed. Vůbec jí nepomáhá ani úvod s Isotopes, ani finále s poněkud hrozivou písní, a upřímně řečeno, nebýt vynikající parodie na Městečko prokletých a pomsty dětí odhalením rodinného tajemství, potopila by se beze stopy.“
V roce 2007 Simon Crerar z deníku The Times zařadil výstup Cyndi Lauper mezi 33 nejvtipnějších cameí v historii seriálu.